# Harkanovci
Harkanovci är en ort i Kroatien.   Den ligger i länet Baranja, i den östra delen av landet, 180 km öster om huvudstaden Zagreb. Harkanovci ligger 90 meter över havet och antalet invånare är 506.
Terrängen runt Harkanovci är mycket platt. Runt Harkanovci är det ganska tätbefolkat, med 62 invånare per kvadratkilometer. Närmaste större samhälle är Čepin, 19,3 km öster om Harkanovci. Trakten runt Harkanovci består till största delen av jordbruksmark.